# ليف أنينسكي
ليف الكسندروفيتش أنينسكي (الروسية: Лев Александрович Аннинский)، (7 أبريل 1934 - 6 نوفمبر 2019)، هو كاتب وناقد وأديب سوفيتي روسي، ألّف أكثر من 30 كتابًا. وحاصل على جائزة صناعة التلفزيون الروسي ثلاث مرات (الأولى عام 1996، ومرتين عام 2004).

## النشأة
ولد ليف أنينسكي في مدينة روستوف، عام 1934، لأب من أثنية القوزاق، يدعى ألكسندر أنينسكي من ستانيتسا عمل مدرساً ومنتجاً في استديو موسفيلم السوفيتي، وأم من مدينة ليوبيش من شمالي أوكرانيا، تدعى آنا (خانا زالمانوفنا) ألكسندروفا،  والتي تخصصت في الكيمياء.
وقبل مولده بـ 13 عاماً، قتلت جدته برونيسلافا غيرشينوفيتش، عام 1921، في طريق ريفي على يد عصابة إيفان غالاكا التي تتخذ من مدينة تشرنيغوف الأوكرانية مقراً لها، لكونها يهودية.
ركز ليف في سنواته الأولى على قراءة كتب التاريخ وخصوصاً الروسي منها، وقرأ لفلاسفة كهيجل وكانط. وفي عام 1939، ظهر على الشاشة وهو ابن الخمسة أعوام، لاعباً دور صبي بروضة أطفال في فيلم «اللقيط».
اختفى والد أنينسكي، خلال مشاركته في الجبهة الشرقية من الحرب العالمية الثانية وتحديداً عام 1941. وعلم ليف لاحقاً مقتل والده بعد أن وقع أسيراً جراء غارة جوية ألمانية في منتصف عام 1942 بالقرب من مدينة بولوتسك بروسيا البيضاء، وأعدم بعد ذلك برصاص البوليزي الأوكرانية.

## مسيرته المهنية
أظهر ليف أنينسكي قدرته النقدية للمرة الأولى عام 1956، وهو لا يزال طالبًا في مقاعد الدراسة بكلية اللغات بجامعة موسكو، عبر تحليل رواية فلاديمير دودينتسيف «ليس بالخبز وحده». وبعد تخرجه، حالت انتفاضة المجر دون إكماله لدراساته العليا، والتي اندلعت في أوساط النخبة الأدبية هناك، مما دفع الحزب الشيوعي الحاكم لتعزيز أيديولوجيته في الأوساط الأكاديمية بالاتحاد في السوفيتي، ما تطلب على ليف أنينسكي قبل مواصلة دراساته العليا القيام ببعض الأعمال العلمية التي تعزز من أيديولوجية الحزب، حيث عمل في مجلة سوفيتسكي سويوز قبل أن يطرد بعد ستة أشهر، وانضم بعدها إلى فريق الصحيفة الأدبية الروسية بين عامي 1957 و1960، وأمضى سبعة أعوام في مجلة زناميا، إلا أنه طرد منها بسبب موقفه المؤيد لأندريه سينيافسكي، مدرسه السابق.
وفي عام 1965، ظهرت أول مجموعة لمقالاته النقدية. وبعدها بثلاثة أعوام، عمل أنينسكي في معهد أبحاث علم الاجتماع في أكاديمية العلوم حتى عام 1972. وفي الفترة بين عامي 1972 وحتى عام 1991، انتقل ليف أنينسكي، الذي لم ينضم إلى الحزب الشيوعي السوفيتي، إلى مجلة دروزبا نارودوف. ومن خلال وبدأ في محطته الطويلة التي امتدت لأكثر من 19 عاماً مسيرته المهنية المستقلة ما أكسبه شهرة ككاتب مقالات مهم في البلاد. وكانت مقالاته موضع ترحيب دائم في مجلتي في أوكتبير ونوفي مير المحسوبتين على التيار الوطني والليبرالي.
في سبعينيات القرن الماضي، نشر أنينسكي العديد من الكتب، من بينها كتاب «مخطوبون للفكرة» عام 1971، كما نشر في الثمانينيات عدة كتب من بينها كتاب «ليو هانتز» (1980)، و"قلادة ليسكوفيان" (1982)، "جهات الاتصال" (1982)، ونشر دراسة عن التصوير الليتواني لعنوان "الفروع المليئة بأشعة الشمس" (1984)، و"الهراطقة الثلاثة" (1988)، والذي تناول أليكسي بيسمسكي وبيشيركسي وليسكوف في الأدب الروسي بالقرن التاسع عشر.
وبين عامي 1990 و 1992، نشر أنينسكي مراجعات أدبية في مجلة "مراجعة أدبية"، وبعد انضمامه للعمل في مجلة رودينا، والتي تعني بالسلفاكية "العائلة"، أصبح محرر مشروع "تايم أند آس" عام 1998 إلا أن المشروع لم يدم طويلاً.
وأنتج أنينسكي في تسعينيات القرن الماضي، عدة كتب من بينها "مقالات عن الأدب الجورجي" (1990)، وكتاب "رجال الستينيات وعصرنا" (1991)، "الفضة والأسود" (1997) الذي تحول إلى مسلسل وثائقي تلفزيوني حمل نفس العنوان، وعرض على قناة "الثقافة" الروسية عام 2004. ومنذ عام 2003، شغل أنينسكي عضوية لجنة تحكيم جائزة ياسنايا بوليانا الأدبية.

## جوائز
حاز أنينسكي على العديد من الجوائز منها:
- وسام شارة الشرف الروسي (1990)
- جائزة صناعة التلفزيون الروسية (تي إي اف آي) عن فئة "أفضل سيناريو" (1996)
- جائزة صناعة التلفزيون الروسية (تي إي اف آي) عن فئة "أفضل سيناريو" و "أفضل فيلم وثائقي تلفزيوني" (2004)
- جائزة "الفيل الأبيض"، وهي جائزة لنقابة نقاد السينما الروسية (2010) [10]
- جائزة حكومة الاتحاد الروسي في مجال الثقافة (2010)
- جائزة ليرمونتوف الدولية في الأدب (2011)
- جائزة "كاتب القرن الحادي والعشرين" (2014)
- جائزة حكومة الاتحاد الروسي في مجال الإعلام (2015)[10]

## وفاته
توفي أنينسكي في 6 نوفمبر 2019.

## روابط خارجية
- Откровение и сокровение نسخة محفوظة 7 نوفمبر 2019 على موقع واي باك مشين. (الوحي والعلاقة الحميمة). مجموعة من مقالات أنينسكي عن أفاناسي فيت ونيكولاي ليسكوف ( ليسكوفيان نيكلكاس ) وماكسيم غوركي وأندري بلاتونوف ( الوحي والحميمية ) وألكسندر سولجينتسين وفيكتور أستافيف وفاسيلي غروسمان . (بالروسية)